# Liste der Naturwaldreservate in Sachsen-Anhalt
Die Liste der Naturwaldreservate in Sachsen-Anhalt enthält 17 (Stand März 2017) Naturwaldreservate in Sachsen-Anhalt. Die Liste enthält die amtlichen Bezeichnungen für Namen, Kennung, Naturraum, Größe und das Jahr der Ausweisung. Die geographischen Lage ist gemittelt und die Angabe des Landkreises / Stadt bezieht sich auf diese Angabe. Die Gebiete können sich jedoch auch über mehrere Landkreise erstrecken.
Seit etwa 40 Jahren (verstärkt seit dem Naturschutzjahr 1970) werden in ganz Deutschland Naturwaldreservate ausgewiesen, um eine Palette an Totalreservaten zu erhalten. Naturwaldreservate sind Wälder, die sich in einem weitgehend naturnahen Zustand befinden. Die natürliche Waldentwicklung läuft hier ungestört ab. Im Lauf der Zeit entstehen dort Urwälder mit starken Bäumen und viel Totholz. In Sachsen-Anhalt gibt es derzeit 17 solche Naturwaldreservate mit 867 ha Fläche.

## Liste
| Name des Gebietes   | Bild           | Kennung | Naturraum                        | Landkreis / Stadt           | Beschreibung / Bemerkungen | Standort | Fläche in Hektar | Jahr der Verordnung |
| ------------------- | -------------- | ------- | -------------------------------- | --------------------------- | -------------------------- | -------- | ---------------- | ------------------- |
| Fiddelbogen         |                | 15-001  | Wendland und Altmark             | Landkreis Börde             |                            | Position | 24,0             | 1997                |
| Glücksburger Heide  | weitere Bilder | 15-023  | Fläming                          | Landkreis Wittenberg        |                            | Position | 54,0             | 2014                |
| Magdeburgerforth    |                | 15-025  | Fläming                          | Landkreis Jerichower Land   |                            | Position | 105,0            | 2014                |
| Mahlpfuhler Fenn    |                | 15-019  | Elbtalniederung                  | Landkreis Stendal           |                            | Position | 62,2             | 2011                |
| Möllenhöft          |                | 15-003  | Wendland und Altmark             | Altmarkkreis Salzwedel      |                            | Position | 45,4             | 1999                |
| Niemegk             |                | 15-015  | Elbe-Mulde-Tiefland              | Landkreis Anhalt-Bitterfeld |                            | Position | 73,0             | 2005                |
| Nievoldhagen        |                | 15-002  | Weser-Aller-Tiefland             | Landkreis Börde             |                            | Position | 44,2             | 1999                |
| Oberes Selktal      | weitere Bilder | 15-021  | Harz                             | Landkreis Harz              |                            | Position | 24,7             | 2011                |
| Oranienbaumer Heide |                | 15-026  | Elbe-Mulde-Tiefland              | Dessau-Roßlau               |                            | Position | 52,0             | 2014                |
| Othaler Wald        |                | 15-020  | Thüringer Becken mit Randplatten | Landkreis Mansfeld-Südharz  |                            | Position | 29,2             | 2011                |
| Schieferberg        |                | 15-007  | Harz                             | Landkreis Harz              |                            | Position | 44,0             | 2000                |
| Schlehhagen         |                | 15-004  | Elbtalniederung                  | Landkreis Stendal           |                            | Position | 77,1             | 1999                |
| Schwarzer Berg      |                | 15-006  | Wendland und Altmark             | Altmarkkreis Salzwedel      |                            | Position | 29,4             | 1999                |
| Steinklöbe          |                | 15-022  | Thüringer Becken mit Randplatten | Saalekreis                  |                            | Position | 31,2             | 2011                |
| Teerhütte           |                | 15-014  | Elbtalniederung                  | Landkreis Jerichower Land   |                            | Position | 62,0             | 2002                |
| Troglodenhau        |                | 15-012  | Östliches Harzvorland und Börden | Landkreis Harz              |                            | Position | 39,0             | 2001                |
| Uftrunger Seeberge  |                | 15-008  | Thüringer Becken mit Randplatten | Landkreis Mansfeld-Südharz  |                            | Position | 71,0             | 2000                |